# Metaalindustrie in België
De metaalindustrie in België ontstond in de 19e eeuw met de ontdekking en de ontginning van steenkool en ijzererts in het Waalse bekken en het bouwen van hoogovens voor de productie van staal. Vanaf 1835 maakte de zware metaalnijverheid de constructie mogelijk van een goed uitgebouwd spoorwegnetwerk in België.
Dit zorgde op zijn beurt voor een vlot goederenverkeer van grondstoffen en afgewerkte producten, waardoor de Belgische industrie, net zoals de Engelse, in de 19e eeuw veel belangrijker was dan de Duitse. De Belgische industrie werd in de 19e eeuw beschouwd als de modernste ter wereld. De Engelse industrie was de eerste, maar België profiteerde van de vooruitgang van de techniek.
In de eerste helft van de 20e eeuw kende de zware nijverheid een enorme bloei, maar door de opeenvolgende oliecrisissen van de jaren 1970 en de economische crisissen vanaf de jaren 1970-1980 werd de verouderde infrastructuur in Wallonië gesloten. In de 21e eeuw werd de klemtoon gelegd op recyclage en de ontwikkeling van energiealternatieven.

## Willem I

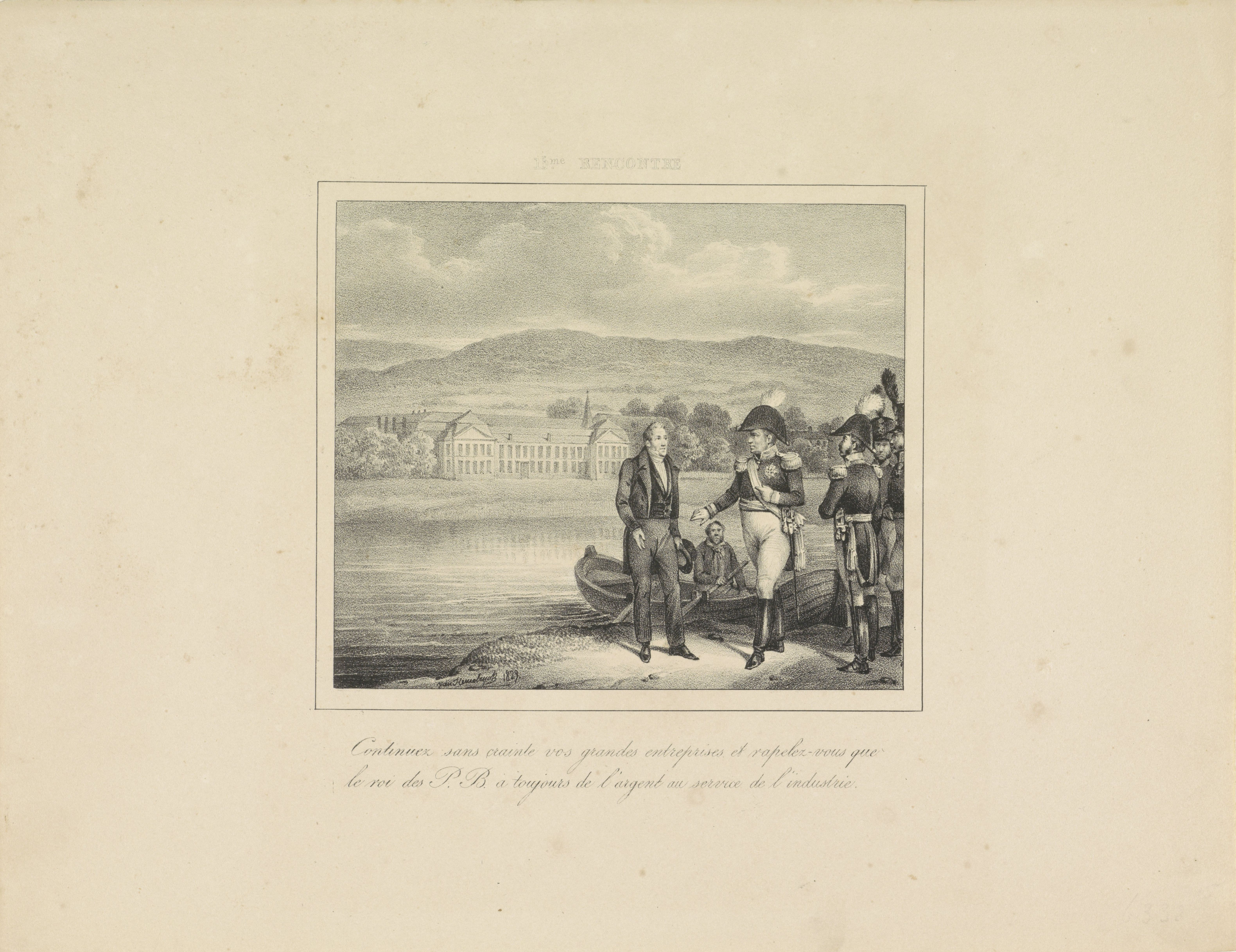
Koning Willem I ontmoet de industrieel Cockerill in Seraing (1829)

Onder Willem I werden belangrijke financiële instellingen gesticht zoals het Fonds voor de Nationale Nijverheid (1821), de Société Générale (1822) en de Nederlandse Handelmaatschappij (1824). De regering van Willem I implementeerde opeenvolgende vijfjarenplannen voor het Verenigd Koninkrijk der Nederlanden waardoor vooral de Zuidelijke Nederlanden tot bloei kwamen. Wegen, kanalen en andere infrastructuur werden aangelegd en vormden de basis van de mijnbouw en de metaalindustrie in Wallonië en de textielindustrie in Vlaanderen. De Haven van Antwerpen was belangrijker dan die in Amsterdam. Er ontstond een constructie-industrie van stoommachines in de 19e eeuw en later in de 20e eeuw van dieselmotoren. Verder waren er ook scheepswerven, textielmachinebouw en andere metaal- en elektroconstructiebedrijven.
Aanvankelijk had de industriële ontwikkeling een positieve economische invloed. Maar dit heeft op langere termijn ook negatieve sociale gevolgen: 40 jaar na de sluiting van de steenkoolmijnen en de hoogovens is er in Henegouwen nog een beduidend lagere scholingsgraad; het aantal diploma’s van hoger onderwijs ligt er een kwart lager dan in andere provincies.

### Economische crisis
Op het einde van de jaren 1820 kende Europa een economische crisis. De arbeiders werden onderdrukt en leefden in erbarmelijke omstandigheden. De nieuwe technologieën leidden tot overproductie en overtollige arbeiders; een derde van de bevolking in de steden moest leven van sociale ondersteuning. Het was heel slecht weer in de zomer van 1829 waardoor de graanoogst mislukte en er volgde een harde winter. Dit leidde tot hongersnood en dit alles was mede een aanleiding van de opstand tegen Willem I in augustus 1830, ook vanwege de belastingen op graanmolens en op het slachten van dieren, de onstabiele wetgeving, het niet erkennen van (de vrijheden in) de grondwet, de aanhoudende conflicten tussen katholieken en protestanten, het onderdrukken van de persvrijheid, het ontkennen van de ministeriële verantwoordelijkheid en de algehele dictatuur van de Koning.

### Onafhankelijkheid van België
Er speelden voortdurend tegenstrijdige belangen tussen Noord en Zuid. Noord-Nederlandse Kamerleden vonden dat de Noordelijke Nederlanden achtergesteld werden wat betreft industriële- en infrastructuurondersteuning en dat ze beter af zouden zijn zonder de Zuidelijke Nederlanden.
Industriëlen uit (de haven van) Antwerpen, Gent, Luik, Verviers en Henegouwen waren ervan overtuigd dat een afscheiding van België negatieve gevolgen zou hebben voor hun industrie en de export van afgewerkte producten naar de Nederlandse koloniën en ze dus beter onder het Verenigd Koninkrijk der Nederlanden konden blijven.
Willem I reageerde veel te laks, te laat en te onzeker op de opeenvolgende grieven, eisen en voorstellen uit het Zuiden waardoor de afscheiding op 4 oktober 1930, na de nederlaag van het Koninklijke leger in Brussel, onvermijdelijk werd.

### De IJzeren Rijn

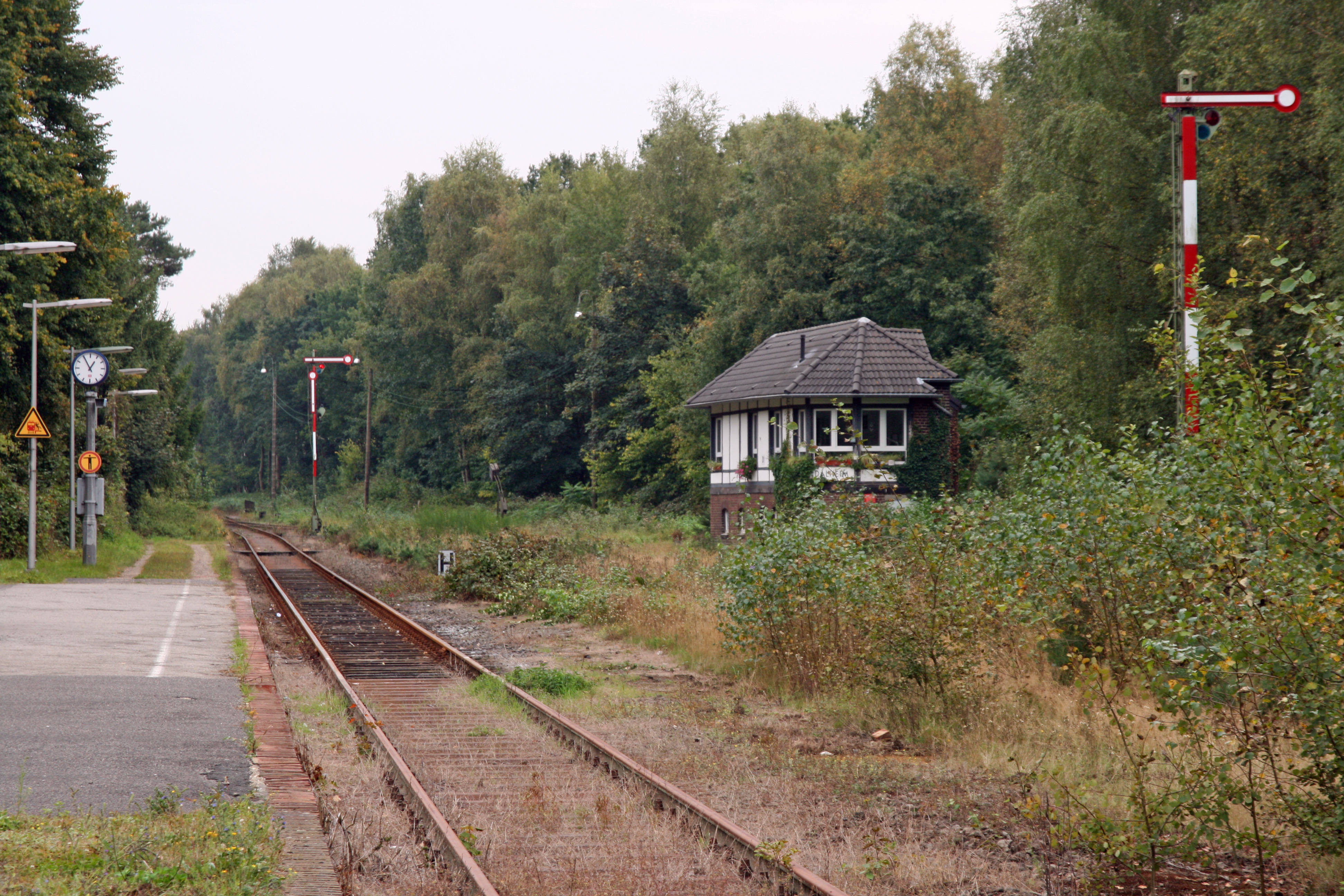
De IJzeren Rijn spoorlijn in Dalheim

Reeds in 1831 lag een eerste versie van de Vierentwintig artikelen (Verdrag van Londen) op tafel. Het uiteindelijk akkoord van Willem I over de splitsing van de provincie Luxemburg en het Hertogdom Luxemburg en van de afsplitsing van Oost-Limburg van Belgisch Limburg kwam er pas met het scheidingsverdrag van 1839 en omvatte het recht van België om op eigen kosten een verbinding te bouwen met Duitsland over Nederlands Limburg en leidde tot de bouw van de eerste IJzeren Rijn in 1869. Het moest een treinverbinding worden voor goederenverkeer tussen de haven van Antwerpen en het Ruhrgebied.
Dit leidde tot langdurige onbeslechte discussies tot in 2015 over de route en de kostenverdeling tussen Nederland, België en Duitsland en het bevoordelen van de haven van Antwerpen of Rotterdam. Tevens ijverde het Waalse Gewest voor het behoud van de Montzenroute.

## Luxemburg
Van 1900 tot 1960 waren de ijzerertsmijnen in Luxemburg en Lotharingen heel belangrijk voor de lokale hoogovens, maar ook voor de Belgische hoogovens. Transport gebeurde per trein en per schip van zuid naar noord. Vanaf de jaren 1960 was er een goedkope en gemakkelijke aanvoer van ijzererts en steenkool in de Gentse Kanaalzone waardoor Sidmar de rol van de Waalse hoogovens overnam. Transport per trein en per schip bleef heel belangrijk, zij het dat de aard, de richting en de volumes bleven wijzigen. Het type ijzererts en steenkool is heel belangrijk voor de kwaliteit en de verschillende varianten van het geproduceerde staal. IJzererts kwam vooral uit Zuid-Afrika, steenkool uit Rusland.

## Cockerill

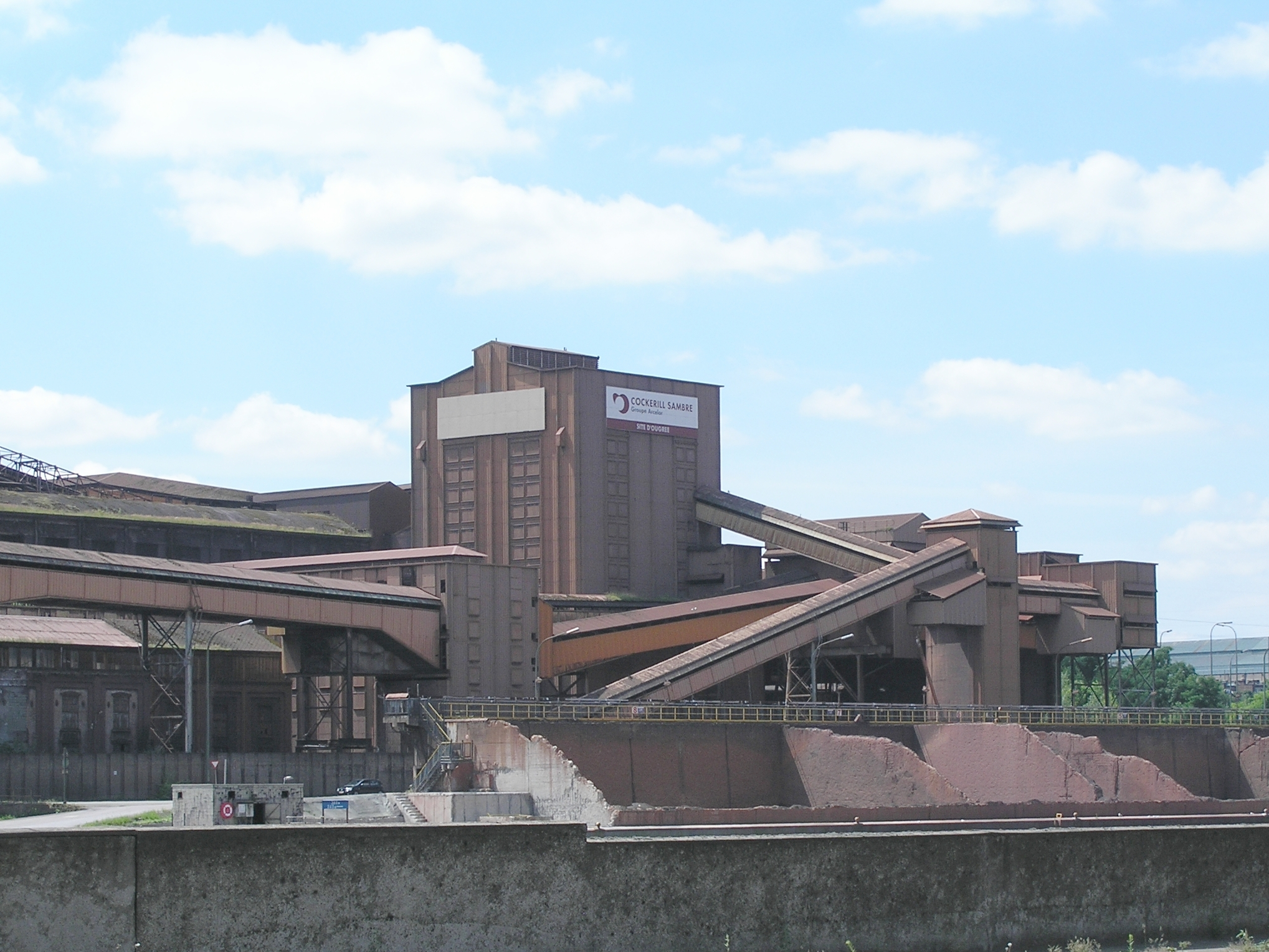
Cockerill-Sambre in Seraing

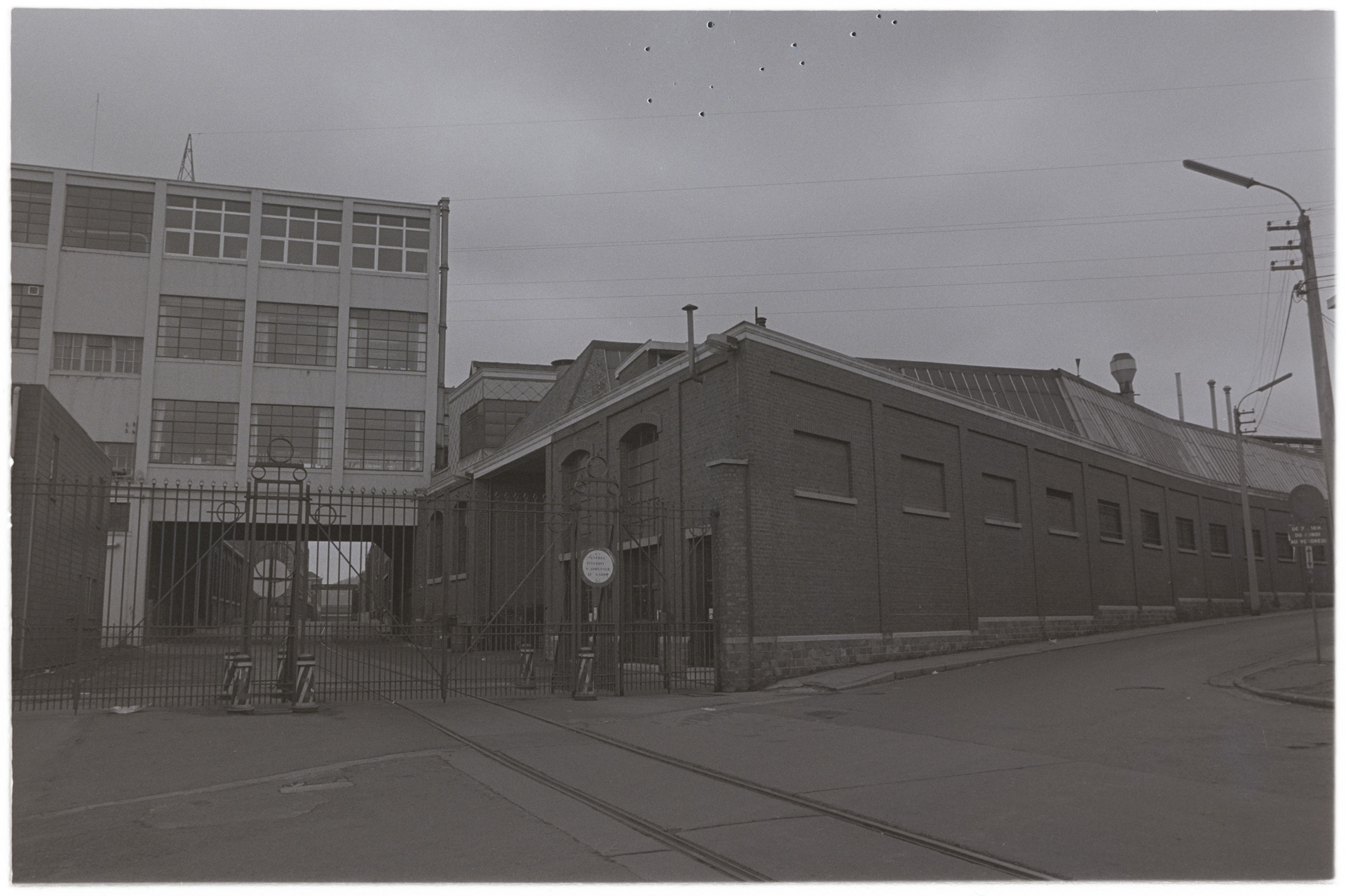
Fabrique National in Herstal

Cockerill begon in 1799 in Verviers en ontwikkelde zich langsheen de Maas en de Samber door opeenvolgende fusies en uitbreidingen tot Cockerill-Sambre (1981). In 1850 was de fabriek in Seraing de grootste en modernste ter wereld. Dit leidde ook tot een algemene industrialisatie die tot na de jaren 1960 duurde. Voor de Waalse staalindustrie begon vanaf 1965 het einde toen Sidmar in Zelzate een nieuwe hoogovensite opende aan het kanaal Gent-Terneuzen, waar ijzererts en steenkool goedkoop beschikbaar kwamen en geproduceerde ruwe staalproducten vlot konden worden vervoerd naar de verwerkende nijverheden.
Met de staatshervorming van 1980 konden de gewesten een apart economisch beleid voeren. De sluiting van de steenkoolmijnen in het Waalse bekken in 1984 en de verouderde installaties leidden tot de opeenvolgende sluitingen van de talloze hoogovens in Wallonië. Het Waalse Gewest verleende steeds meer financiële steun aan de Waalse metaalindustrie. Op die manier werd het Waalse Gewest in 1989 bijna volledig eigenaar van Cockerill-Sambre, dat later nog verschillende fusies en overnames kende, wat uiteindelijk leidde tot ArcelorMittal.
De ontwikkeling van de hoogovens in Wallonië leidde tot de oprichting van de Fabrique National in Herstal en de elektrotechnische industrie bij ACEC in Charleroi en in de jaren 1960 ACEC Gent. ACEC en La Brugeoise et Nivelles werden belangrijke leveranciers van rollend materiaal voor de Belgische spoorwegen.

## De rol van Belgisch-Congo

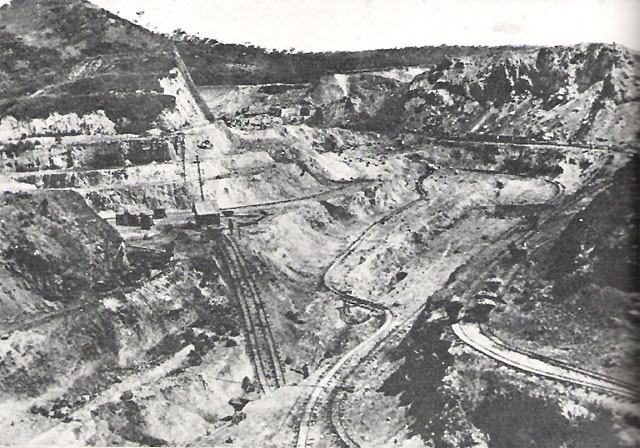
Kopermijn in Katanga

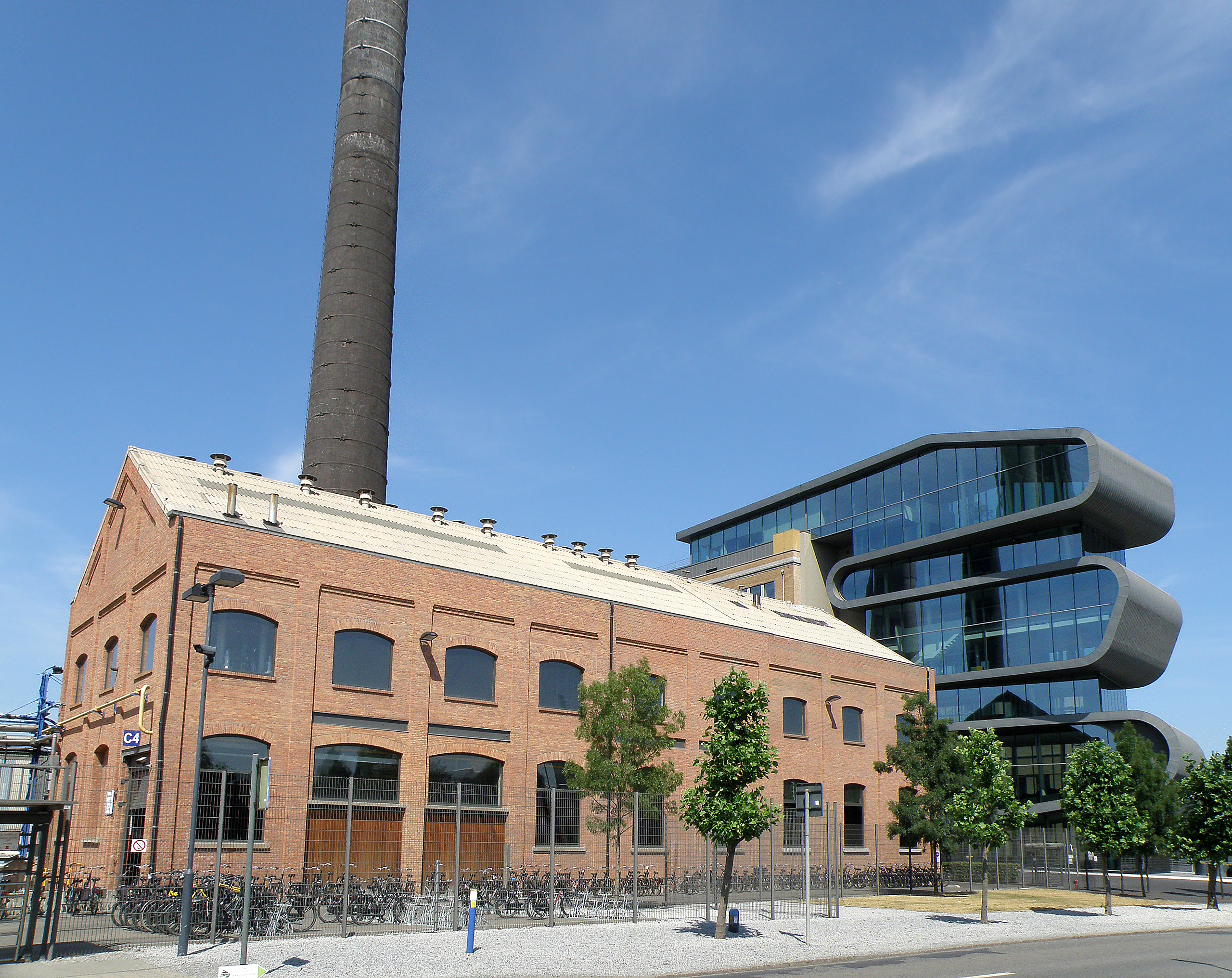
Umicore Hoboken

De oprichting van Congo vrijstaat in 1885 en van Belgisch-Congo in 1908 speelde een cruciale rol als leverancier van allerhande grondstoffen zoals non-ferro metalen en rubber voor de autoassemblage. Union Minière en Umicore speelden hier een grote rol. De afzetmarkt naar Congo was eveneens een sterke stimulans voor de Westerse industrie. Tot het einde van de 20e eeuw bleven er verouderde technologieën in gebruik.
De Société Générale had en heeft een cruciale rol in Congo, maar ook in Europa om de industriële sector te financieren. Talloze dochterbedrijven in de zware industrie en de mijnbouw, zoals Union Minière en Umicore zijn onderdeel van de holding. Vanaf de Tweede Wereldoorlog werd Belgisch-Congo een van de grootste leveranciers van uranium. In 1967 werd de Union Minière genationaliseerd als Gécamines. In 2023 kondigde Gécamines aan om een cruciale rol te spelen in het ontginnen van belangrijke mineralen voor een koolstofarme economie en het recupereren van ertsen uit een slakkenberg in Lubumbashi.

## IJzererts en steenkool uit Limburg
In Limburg werd van 1850 tot kort voor de Eerste Wereldoorlog moerasijzererts (ijzeroer) en ijzerzandsteen ontgonnen in de vallei van de Kleine Nete, de Grote Nete en de Demer. Het werd met paard en kar en met de tram naar Luikse en Duitse hoogovens vervoerd. In 1896 had bijna elke gemeente in het arrondissement Turnhout een ijzerertsmijn in dagbouw.
Het Kempens steenkoolbekken produceerde sinds 1923 vooral vette steenkool met een hoog gasgehalte, die vooral werd gebruikt in de staalproductie in Luik en de Borinage, maar ook in mindere mate voor huishoudelijk gebruik en in elektriciteitscentrales. Zolder was de laatste Limburgse steenkoolmijn die in 1992 sloot. Vanaf dan moest steenkool uit het buitenland (Rusland) worden ingevoerd. Sinds het embargo vanwege de oorlog in Oekraïne moeten andere landen worden gezocht.

## Eerste helft 20e eeuw
Tijdens de Eerste Wereldoorlog werden Belgische fabrieken systematisch ontmanteld om in Duitsland te worden herbouwd. Na de oorlog was een grondige heropbouw van het industriële complex nodig.
De economische crisis van 1929-1935 leidde tot de algemene ontwrichting van de industrie en het bankwezen en onder de arbeiders tot massale werkloosheid, armoede, hongersnood en woningnood. Het probleem was dat te weinig bankkredieten beschikbaar waren en de industrie te weinig investeringen deed. Op 19 maart 1935 viel de regering-Theunis IV. Door de aanhoudende economische problemen verlaat België op 29 maart 1935 de goudstandaard en volgt er 's anderendaags een devaluatie van de Belgische frank met 28%. Verschillende bankfaillissementen, veroorzaakt door financiële problemen bij verschillende grote bedrijven, leidden tot de nieuwe bankwet van 1935 om de banken beter onder overheidscontrole te houden. Het Plan der Arbeid van Hendrik de Man probeert de economie terug op gang te brengen door tewerkstelling via openbare werken en staatsinmenging. Op het einde van het interbellum, kort voor de oorlog, ontwikkelden zich vooral de Nederlandse en de Duitse staalindustrie. Duitsland bewapent zich en kondigt in maart 1935 aan dat het een luchtmacht heeft en zegt het verdrag van Versailles op. Dit verhoogt de internationale ongerustheid. Later in 1939 zou dit tot mobilisatie leiden.
De Tweede Wereldoorlog was minder verwoestend voor de Belgische industrie dan de eerste. De normale industriële productie werd echter vaak onderbroken bij gebrek aan onderdelen, grondstoffen of een stabiele afzetmarkt. Grote werkgevers probeerden in de mate van het mogelijke te zorgen voor kolen en voedselbedeling voor hun arbeiders. Soms werden arbeiders in natura betaald, of werden belangrijke machines op transport gezet, om te vermijden dat grondstoffen of infrastructuur in beslag zouden worden genomen door de Duitsers.

## Na de oorlog
Als onderdeel van het Marshallplan werd de algehele industrialisatie van West-Europa aangevat, met de productie van elektrische, industriële en huishoudelijke apparaten en machines. De oprichting van de EGKS vormde in 1952 de start van de Europese Economische Gemeenschap (EEC) en de Europese Gemeenschap (EU).
Er was staalplaatproductie voor de autonijverheid en gietijzer voor de motorenbouw. Er waren talloze machineconstructiebedrijven voor industrieën zoals textielbedrijven en de scheepsbouw. De auto-industrie was heel uitgebreid in België: in Vilvoorde (Renault tot 1997), Antwerpen (General Motors tot 2010), Genk (Ford tot 2014), Gent (Volvo) en Vorst (Volkswagen en Audi). Dit was mede te danken aan de aanwezige transportinfrastructuur, de lokale metaalindustrie en de degelijke opleiding van de arbeiders.

## Na de jaren 1960
De teloorgang van de scheepsbouw in België (Boel) had een grote impact op de toeleveranciers (ACEC, Anglo Belgian Corporation). In de jaren 1960 werd steeds meer aardolie gebruikt, waardoor steenkool in belang verminderde. Voor de elektriciteitsproductie werd er meer aardolie en gas gebruikt en vooral sinds 1975 kernenergie. Hierbij waren meerdere internationale consortia betrokken zoals ACECOWEN (ACEC-Cockerill-Westinghouse) en FRAMACEC (Framatome-ACEC-Cockerill). De laatste steenkoolcentrale in Langerlo werd pas in 2016 gestopt. De metaalindustrie specialiseerde zich onder meer met de afsplitsing van Aperam uit ArcelorMittal. 